# San Francisco de Conchos
San Francisco de Conchos är en ort i Mexiko.   Den ligger i kommunen San Francisco de Conchos och delstaten Chihuahua, i den nordvästra delen av landet, 1 100 km nordväst om huvudstaden Mexico City. San Francisco de Conchos ligger 1 251 meter över havet och antalet invånare är 644.
Terrängen runt San Francisco de Conchos är huvudsakligen platt. San Francisco de Conchos ligger nere i en dal. Runt San Francisco de Conchos är det mycket glesbefolkat, med 3 invånare per kvadratkilometer. Närmaste större samhälle är Ciudad Camargo, 18,9 km nordost om San Francisco de Conchos. Omgivningarna runt San Francisco de Conchos är i huvudsak ett öppet busklandskap.